# Nazionale femminile under 20 di calcio dell'Inghilterra
La nazionale Under-20 di calcio femminile dell'Inghilterra è la rappresentativa calcistica femminile internazionale dell'Inghilterra formata da giocatrici al di sotto dei 20 anni, dal 1993 gestita dalla Federazione calcistica dell'Inghilterra (The Football Association - TheFA) e precedentemente dalla Women's Football Association (WFA).
Come membro della Union of European Football Associations (UEFA) partecipa al Campionato mondiale FIFA Under-20; non è previsto un campionato continentale in quanto il torneo è riservato a formazioni Under-19, tuttavia i risultati ottenuti nel campionato europeo di categoria sono utilizzati per accedere al mondiale con una squadra Under-20.
Il miglior risultato ottenuto dall'Inghilterra in una competizione FIFA è il terzo posto conquistato a Francia 2018 superando nella finalina le avversarie della Francia ai tiri di rigore dopo che ai tempi regolamentari l'incontro si era chiuso con una rete per parte. Sempre a Francia 2018 la nazionale inglese ottiene un altro importante riconoscimento, il guanto d'oro assegnato a Sandy MacIver, e raggiunge, pur non ricevendo alcun premio, il vertice della classifica marcatori con Georgia Stanway, autrice di sei reti durante il torneo e Player of the Match dell'incontro con le francesi, primato che condivide con la spagnola Patricia Guijarro premiata con il pallone d'oro e la scarpa d'oro.

## Partecipazioni alle competizioni internazionali

### Campionato mondiale Under-20
- 2002: Quarti di finale (Torneo Under-19)
- 2004: Non qualificata (Torneo Under-19)
- 2006: Non qualificata
- 2008: Quarti di finale
- 2010: Primo turno
- 2012: Non qualificata
- 2014: Primo turno
- 2016: Non qualificata
- 2018: Terzo posto
- 2022: Non qualificata